# مردم کنگو
مردم کنگو یا باکانگو (به کنگویی: “hunters / شکارچیان”) از نژاد بانتو و مردمی هستند که در ساحل غربی آفریقا از پوینته نویره در جمهوری کنگو تا لوآندا در آنگولا زندگی می‌کنند.
آنها به زبان کنگویی(کیکونگو) سخن می‌گویند و در اواخر قرن بیستم در حدود ۱۰٬۲۲۰٬۰۰۰ نفر بوده‌اند.